# سنو وايت (شخصية ديزني)
سنو وايت أو بياض الثلج هي شخصية خيالية وشخصية رئيسية من إنتاج شركة والت ديزني وهو أول فيلم روائي رسوم متحركة بياض الثلج والأقزام السبعة. شخصية بياض الثلج مأخوذة من الحكاية الخيالية المعروفة في العديد من البلدان في أوروبا وأفضل نسخة معروفة هي النسخة البافارية التي جمعها الإخوان جريم.
بياض الثلج هي أول أميرة لديزني وأول شخصية نسائية خيالية ووضع لها نجمة على ممر الشهرة في هوليوود. مؤدية الصوت الأصلي أدريانا كيسلوتي كما أدى الصوت أيضا جين باول وإيلين وودس ودوروثي وانسكجولدر وماري بيرغمان وكارولين غاردنر وميليسا ديسني وكاثرين فون ثيل وباميلا ريبون والتصوير المباشر من تصوير ستيفاني بينيت (أحفاد ديزني).

## العرض
في بياض الثلج والاقزام السبعة
المقالة الرئيسية: بياض الثلج والاقزام السبعة ( فيلم عام (1937)).
ظهرت بياض الثلج لأول مره في فيلم بياض الثلج والاقزام السبعة في ( عام 1937) منذ سنوات عديدة في أرض بعيدة جدا حول زمن الحكايات الخيالية من القصور والفرسان و حور العين والرومانسية و السحر و السحرة . هناك امرأه جميلة وغامضة و بالده( الملكة الشريرة) بقوى سحريه (يشير الكتيب الترويجي في عام 1938 أنها قادرة على العمل بالسحر بعد ان باعت جسدها وروحها إلى الأرواح الشريرة في جبال هارز الألمانية) حصلت على مكانتها الملكية بزواج من الملك الأرمل وإعطائها سلطة على مملكته قبل وفاته. منذ ذلك الوقت حكمت الملكة القاسية وحدها كانت كل كلمة تقولها قانون والجميع يرتعد من الخوف الشديد من غضبها. تمتلك الملكة الشريرة مرآة سحرية تستطيع من خلالها النظر إلى ما تريد. تظهر المرآة السحرية وجه شيطان معروف ومخيف وحوله دخان الذي يجاوب على طلبات الملكة. تسأل الملكة باستمرار المرآة من هي الأجمل في العالم (المرٱة السحرية على الحائط من هي الأجمل على الإطلاق ؟) والتي اسيء اقتباسها غالبا كــ ((مرآه مرآه على الحائط من هي الأجمل بينهن جميعا؟)) تجيب المرآه دائما إنها بياض الثلج. و لدى الملكة قوة سحرية على نطاقها الخاص بها فقط وهي القلعة. في الفيلم تم تصوير بياض الثلج في البداية على أنها تعيش تحت سلطة الملكة الشريرة وهي زوجة أبيها المغرورة التي تجبر بياض الثلج ان تعمل كخادمه خوفا منها أن قد يصبح جمال بياض الثلج في يوم ما أعظم من جمالها . بعد سنوات عديدة أكدت المرآة السحرية للملكة أن بياض الثلج هي الأجمل من بينهن جميعا الذي جعل الملكة تلقي ببياض الثلج في الخارج و ترسل صيادا ليقتلها. و لكنه رفض أن يقتلها لأن بياض الثلج لا تنوي ايذاء أحد فساعدها على الهروب إلى الغابة.
تعثرت بياض الثلج عند منزل الأقزام السبعة الذين ساعدوها بكل سعادة. تكتشف الملكة أن بياض الثلج لاتزال على قيد الحياه لذلك استخدمت السحر لتتنكر كامرأة عجوز وتخلق تفاحة مسمومة كفيله بأن تجعل من يأكلها يذهب إلى ((نوم عميق)) تحييه فقط قبلة حب حقيقية. عندما كان الأقزام بعيدين عن بياض الثلج وصلت المرأة العجوز إلى كوخ الأقزام السبعة و قدمت لبياض الثلج تفاحة مسمومة وهي غير مدركة أنها الملكة ولكنها متنكرة. عضت بياض الثلج من التفاحة وسقطت في غيبوبة. عند اكتشاف ما حدث تتبع الاقزام الملكة و حدث قتال قصير تلاه موت الملكة. اعتقد أن بياض الثلج ماتت و بني الأقزام قبرا مفتوحا لبياض الثلج لترتاح عليه. مع مرور الوقت أتي أمير حول بياض الثلج. حزن على موتها الظاهر وقبلها مما تسبب باستيقاظها. رقص الأقزام السبعة بفرح و ذهبت بياض الثلج والأمير للعيش معا في سعادة ابدية

## الخصائص
وصفت المرآه السحرية لزوجه أبيها ان بياض الثلج هي الأجمل بينهن جميعا. ان شعرها اسود كأبنوس وشفتاها حمراء كالزهرة وبشرتها بيضاء كالثلج. على الرغم من انها شوهدت لأول مره في بداية الفيلم بملابس باليه. عرفت بياض الثلج بفستانها الشهير بصدريه زرقاء واكمام منتفخة مقلمة بالأحمر والأزرق وتنورة صفراء على حد طول الكاحل مع تنورة تحتيه بيضاء مخيطة مع التنورة وياقة بيضاء بجانب الأحذية الصفراء ورداء بني ومن الداخل باللون الأحمر وطوق احمر في شعرها
بياض الثلج بريئة ولطيفه ورقيقه وجميله ومبتهجة يمكن ان يسبب كرمها وثقتها ومساعدتها للأخرين مشاكل لها. وقد يستغلها الاشخاص الاخرين مثل زوجه ابيها الشريرة والمغرورة. على الرغم من انها حساسة ومعسولة الكلام يمكن ان تكون مفعمة بالحيوية وصارمه عندما اخبرت الأقزام ان يغسلوا أيديهم أو عندما وبخت الطيور التي كانت تخيف السيدة العجوز المسكينة (الملكة المتنكرة كإمراه بائعه متجولة عجوز). بياض الثلج حنونه ورحيمه ومبتهجة وترعى منزل الأقزام السبعة المحبوبين بينما تنتظر لقاء اميرها المحبوب مره أخرى. تسحر بياض الثلج كل مخلوق في المملكة بلطافتها وجمالها الاثيري باستثناء الملكة واظهرت أيضا قدره التكيف الكبيرة والقوة الداخلية ضد المصاعب.

## الوصف
في الفيلم الأول صورت بياض الثلج بشعر اسود وعيون بنيه. وتضع مكياج واحمر شفاه خفيف. وشفتيها لونها حمراء وخدودها تشبه لون التفاحة الحمراء التي تبعثها إلى نوم عميق. وهي ليست امرأه لم تبلغ بعد ولكنها فتاة في سن بلوغها وهي ذات خدين وصدرها صغير جدا. ووجها ممتلئ وهذه السمة ترتبط عاده بالصحة الجيدة واللطف. وساقي بياض الثلج نحيله ولكن وركها الواسع يشير إلى انها فتاه بالغه. ولديها شعر قصير وتسريحه شعر قصير مجعد تعطيها مظهرا طفوليا. وصوتها وطريقه حديثها أيضا طفوليه. وحذائها ذا كعب عالي ناعم يكمل مظهرها الشبابي. في حين صورت بياض الثلج بواسطه الاخوان جريم على انها كانت تبلغ من العمر سبع سنوات تقريبا وبياض الثلج من إنتاج ديزني على انها مراهقة (لم يحدد مطلقا عمرها بالضبط). عندما تفقد في الغابة كانت تظهر بياض الثلج حمقاء. علق فستانها في اغصان الشجر وتسقط لفتره قصيره في البحيرة. ومع ذلك صورت مشاهد أخرى لحركات بياض الثلج بأنها ( رشيقة ومهيبة و أنيقة) يشير إلى تربيه أرستقراطية. عندما تنضم إلى اميرها المجهول على حصانه فإن بياض الثلج تركب على سرج جانبي اشاره أخرى أن اسلوبها لطيف وانثوي. ملابس بياض الثلج تقليديه ونسائية ومحتشمة تغطي أكبر قدر ممكن من جلدها. وزيها الاساسي هو فستان طويل بياقة بيضاء واكمام منتفخة زرقاء وتنورة صفراء وتنورة تحتيه مبطنه وترتدي أيضا رداءا بنيا ومن الداخل لونه أحمر واحذيه ذات كعب عالي بعقده فراشه على كل منهما وطوق احمر بعقده فراشه على شعرها. يتناقض مظهر بياض الثلج البريء مع زوجه ابيها في مرحله النضج في كل من المظهر والسلوك. ومع ذلك رغبه الملكة النرجسية لتصبح أجمل امراه تضعها في صراع زوجه الاب وابنه زوجته. يخدم المرآه (كقاضي لجمال المرأة) في هذه المنافسة وعلى ما يبدو أن الملكة تعتمد على(صوت المرآه للحاكم) في تقييم ذاتها. في حين صورت كلتا المرأتين على انهما جميلتين في الفيلم الفتاه الشابة الجميلة والسلبية تم تقييمها على انها أفضل من زوجه ابيها الشرسة.

## التطوير
الرسومات الأولية لرسامي الرسوم المتحركة لشخصيه بياض الثلج بعضها تشبه شخصيه بتي بوب التي لم تلبي توقعات شركه والت ديزني لأنها كرتونيه جدا. تم اختيار هاميلتون لوسك من قبل ديزني كمشرف على الرسوم المتحركة لشخصيه بياض الثلج كان مكلف مع التحدي على ان يجعل بياض الثلج انسانه حقيقيه وواقعيه أكثر من أي شخصيه كرتونيه سابقه في استوديو ديزني. وهذا كان تحديا للورسك وشريكه رسام الرسوم المتحركة ليه كلارك. طلب منه سابقا ان يستكشف في فتره التطوير شخصيه بيرسيفون الرسوم المتحركة القصيرة سيمفونيات سخيفة من الهه الربيع. حول هذا المشروع ذكر ليه كلارك لاحقا (انا متأكد ان والت كان يفكر في مستقبل بياض الثلج) على الرغم من ان شخصيه بيرسفوني انتهى ظهورها وبعض الاحيان هامده وخاليه من الشخصية استمرت هذه التجربة في تقليد حركة بشر الحقيقية والتحليل حيث طبقت دروسها في تطوير تقنيات الرسوم المتحركة لبياض الثلج. جرى تحسين من رسام الرسوم المتحركة غريم ناتويك ورسام الرسوم المتحركة نورمان فيرغسون لشخصيه بياض الثلج والملكة اللذان يقومون غالبا بتجاوز تعليمات شركه والت ديزني. استخدمت التقنية الجديدة نسبيا في اللقطات ذات الحركة الحيه كمرجع لحركات الشخصية التي استخدمت على نطاق واسع لإعادة شخصيه بياض الثلج إلى الحياة. تعمل الراقصة الشابة مارجوري سيليست تشامبيون (تلقب مارجي بيل ) كعارضه للرقص لرسوم المتحركة الحيه لشخصية بياض الثلج. مارجي بيل ابنه رسام الرسوم المتحركة ارنست بلشر وصمم فيما بعد أيضا شخصيه خياليه الحورية الزرقاء في فيلم بينوكيو من إنتاج شركه والت ديزني في عام 1940 من إخراج هامليتون لوسك من خلال تصوير سلسله الحركة المتعددة ومن ثم درسوا الرسامون اللقطات ونسخوها لتعزيز واقعيه حركات الرسوم المتحركة بياض الثلج. ذكر رسام الرسوم المتحركة اولي جونستون في وقت لاحق (ان التخطيط الدقيق لهامز وتصوير اللقطات الحركة الحيه ووضع الفكرة في عين الاعتبار دائما حول كيفيه الاستخدام في الرسوم المتحركة ينتج شخصيه مقنعه جدا) في الاصل لم تستطع ديزني من إيجاد ما اعتقدوا انه صوت مناسب لبياض الثلج. اختبروا حول 150 فتاه لدور بياض الثلج بما في ذلك ممثلات مشهورات مثل ديانا دوربين التي يبدو صوتها قديم جدا لديزني. يشكوا أحد المساعدين لديزني معلم موسيقى يدعى غويدو كيسلوتي (ان هوليود لا تملك فتيات مغنيات). اراد كيسلوتي ان يعرض لإرسال أفضل ما لديهم للاستماع إلى الطلاب ولكن اتضح ان ابنته ذات 20 عام ادريانا سمعت محادثه على هاتف اخر في المنزل وبدأت بالغناء بصوت فتاه صغيره. كان ابيها متحير واخبر ابنته ان تبتعد عن الهاتف ولكن مخرج طاقم العمل اعجب بصوتها ودعاها لتجربه الاداء. بعد ان سمعتها شركه والت ديزني اعطاها الدور على الفور ووقعت ادريانا كيسلوتي عقدا بصفحات متعددة مع الاستوديو .منعت ادريانا كيسلوتي من الغناء في فيلم أو على الراديو قبل أو بعد العرض الأول للفيلم لأن شركه والت ديزني لا تريد ان يسمع صوت بياض الثلج في أي مكان اخر وعوضا عن ذلك تلقت 970 دولارا أمريكي (تساوي الآن نحو 17,251دولارا أمريكي).

## الاعداد
في حين لم يذكر بوضوح موقع الفيلم في قصته منزل الاقزام مزين بأثاث خشبيه منحوتة وادوات. هذا المنزل محاط بالجبال وغابه واسعه تشير هذه التفاصيل ان الموقع داخل الغابة السوداء في ألمانيا حيث يوجد تقليد فن نحت الخشب. اعترفت شركة بز فيد ان بياض الثلج اعتبرتها كامرأة ألمانية ويشير إلى انه ( دقيق تاريخيا ) تنشأ بياض الثلج ضمن الثقافة الدينية والتقشفية من الإمبراطورية الرومانية المقدسة في قرن السادس عشر.

## العروض أخرى
أصبحت الممثلة والراقصة جوان دين كيلينغسورث أول شخص يجسد شخصيه بياض الثلج في ديزني لاند في عام 1955. تم تعيينها لتعلب دور بياض الثلج لافتتاح ديزني لاند في 17 يوليو في عام 1955. كانت كيلينغسورث الوحيدة التي لعبت دور بياض الثلج من اميرات ديزني خلال الاستعراض الأول في ديزني لاند في اسفل الشارع الرئيسي، الولايات المتحدة الأمريكية في يوم الافتتاح . منذ ظهور كيلينغسورث التي جسدت شخصيه بياض الثلج في عام 1955 أكثر من 150 ممثله لعبوا الشخصية في ديزني لاند.
المغامرات المخيفة لبياض الثلج (مدينه ملاهي في اناهايم، كاليفورنيا)هي رحله مظلمه مخصص للأميرة وقصتها في ديزني لاند، طوكيو ديزني لاند، ومنتزه ديزني لاند باريس الترفيهية. تقع في عالم الخيال وهي واحده من مناطق الجذب المتبقية القليلة التي تعمل في يوم افتتاح ديزني لاند في عام 1955. اغلقت الرحلة في عالم ديزني في مايو في عام 2012 كجزء من التوسيع الجديد لعالم الخيال.
وهي تقوم بالظهور أيضا في طاوله سندريلا الملكية في مملكة السحر وفي مطعم اكيرشوش تقع في ايبكوت . في كاليفورنيا يمكن ان تجد بياض الثلج في منطقه لقاء وترحيب الأميرة في عالم الخيال في ديزني لاند بارك في الشارع الرئيسي في الولايات المتحدة بجانب بئر الأمنيات قرب القلعة أو ارييلز جروتو. في ديزني لاند باريس يمكن ان تكون بياض الثلج غالبا في جناح الاميرات في عالم الخيال أو برج دي سيندريلون في ديزني لاند بارك. في هونغ كونغ غالبا تقف بجانب بئر الامنيات. في طوكيو تظهر بياض الثلج غالبا في عالم الخيال أو عالم بازار. في ديزني كروز لاين تظهر بياض الثلج احيانا اعتمادا على الإبحار .
بياض الثلج هي فرد رسمي من اميرات ديزني ويوجد امتياز بارزموجه نجو الفتيات الصغيرات . ويغطي الامتياز مجموعه واسعه من البضائع بما في ذلك المجلات والبومات الموسيقى والالعاب و الملابس والادوات المكتبية ولكنها لا تقتصر على ذلك.
بالإضافة إلى انها تظهر في العاب الفيديو المتعلقة بوسائل الاعلام بامتياز أميرات ديزني وكذلك الظهور في مسلسل تلفزيوني دار الفأر من إنتاج شركه والت ديزني تظهر بياض الثلج أيضا في سلسله كينغدوم هارتس المعروفة كإحدى أميرات ديزني القلوب تظهر بياض في العاب كينغدوم هارتس التي استولت عليها ماليفيسنت. تعيد بياض الثلج دورها في هذا الفلم في لعيه الفيديو كينغدوم هارتس بيرث بي سيليب. تظهر بياض الثلج في لعبه الفيديو ديزني ماجيكال وورلد التي تتضمن اثاث متعدد وقطع من الملابس مرتبطة بالشخصية .تم إجراء محاكاه موسيقية صورت ماري جو ساليرنو على انها بياض الثلج. في الموسم السادس من المسلسل التلفزيوني الكوميدي فول هاوس حلقه بعنوان ماوس ميتس ذا هاوس الجزء الأول والثاني ظهرت بياض الثلج في الجزء الثاني. في عام 2014 ظهرت بياض الثلج ضيفه في صوفيا الأولى (انشانتيد فيست) أخبرت صوفيه عن كيف خدعتها زوجه أبيها الشريرة عن طريق القيام بالمتنكر وتساعد صوفيا لتقرر عند زياره الساحرة الأنسة ناتيل وهي في الواقع عدوه قديمة. ظهرت بياض الثلج في اميرات ديزني إلى جانب فيلم رالف يدمر الإنترنت. المسلسل التليفزيوني الأمريكي كان يا ما كان من خلال هيئه الإذاعة الأمريكية أو ايه بي سي النسخة البديلة من بياض الثلج هي ابنه الملك ليوبولد والملكة إيفا في وقت لاحق هي ابنه زوجته الملكة الشريرة (روجينا ميلز). وهي الحب الحقيقي للأمير الوسيم الام ايما سوان والامير نيل والجدة لابن ايما هنري. في حلقه ويلكوم ستوري بروك. تظهر ميري مارغريت بشخصيه بياض الثلج وهنري ميلز معلم في المدرسة الابتدائية في ستوري بروك.
File:Snow White in Disneyland.jpg

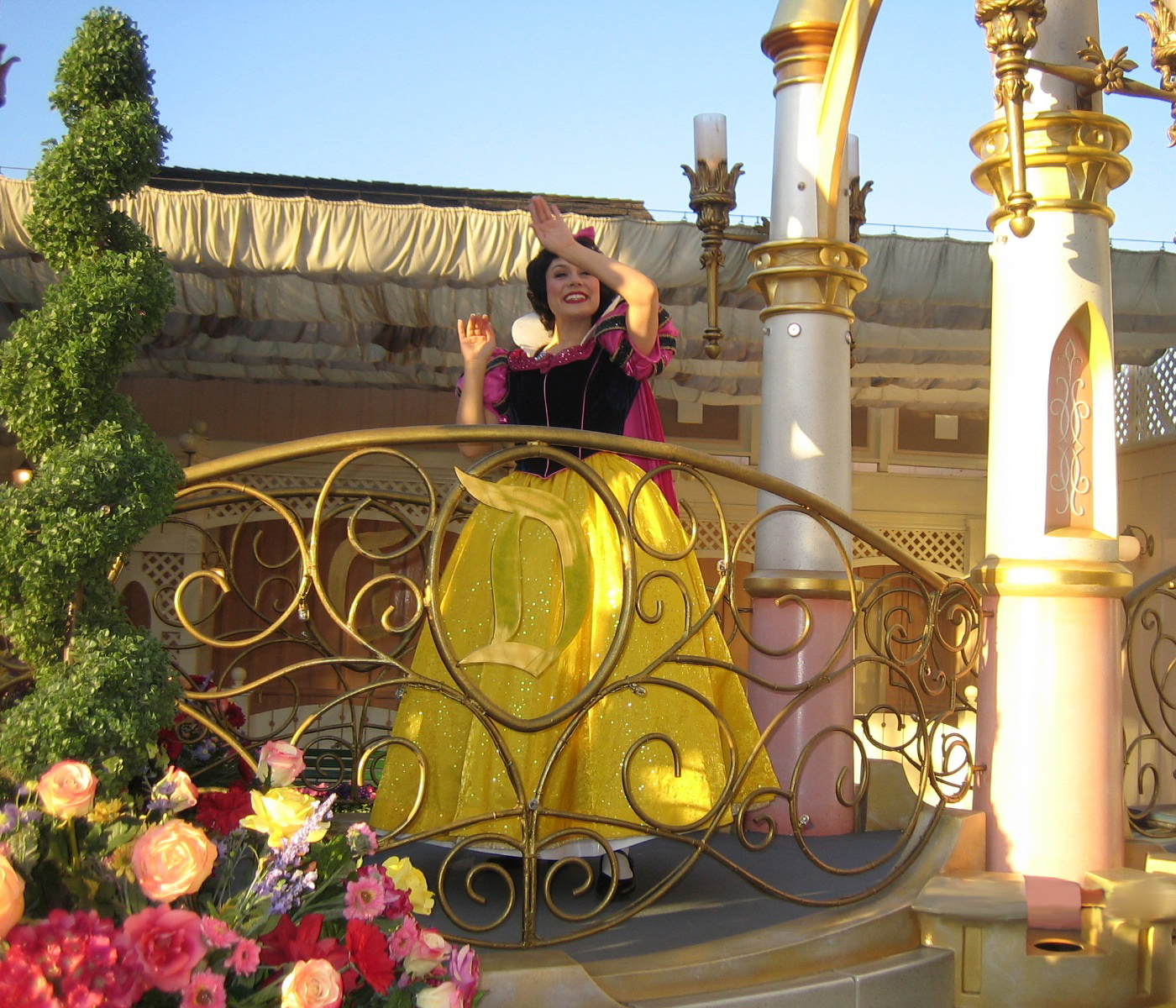
بياض الثلج في استعراض شارع ديزني في عام 2008

## آراءالنقاد
آراء النقاد تجاه شخصيه بياض الثلج انها شخصيه مستقطبه. ووصفت مجله تي في جايد ان بياض الثلج أيقونية وفريده ولا يقارن بها(لن يكون لوالت بطله بمثل صوت غنائي خيالي مره أخرى ولهذا السبب هي البطلة المفضلة لدى العديد من مؤلفي الرسوم المتحركة الناقد السينمائي أوتيس فيرغسون من مجله ذا نيو ريببلك ان بياض الثلج تدعى(أميره الحكاية الخيالية ) ووصفت الشخصية ببساطه على انها (ما لديك لها فقط). واعتبر المخرج السينمائي جون سي فيلن لمجله فارايتي أن بياض الثلج تجسد فتاه جميله وطيبه ويتضح ذلك من خلال حبها للطيور والحيوانات الصغيرة في الغابات الذين هم أصدقائها وكما يتطور الاحداث فيما بعد إلى ان يتم انقاذها.
شعر النقاد المعاصرين ان بياض الثلج تفتقر إلى العصبية على عكس العديد من بطلات ديزني الاتي جاءوا من بعدها في حين ان علاقتها مع الأمير خاليه من الكيمياء. شعر الناقد السينمائي روجر ايبرت من مجله شيكاغو سن-تايمز أن بياض الثلج والأقزام السبعة في المقام الأول ان من المحتمل ان تنسى بياض الثلج في اقرب وقت ممكن بعد عرضه الأول في عام 1937وهو اليوم الذي نعتز فيه فقط لأسباب تاريخيه. واكمل ايبرت ان بياض الثلج تقول الحقيقة ومملة بعض الشيء وانها ليست الشخصية التي تمثل ولكن الشخص الذي يلهم بمجرد وجودها لتمثل ووصف ان ديزني تميل إلى الخلط بين عناوين الافلام مع مواضيعهم كخطأ وان الفلم تدور قصته حول الأقزام والملكة الشريرة أكثر من بياض الثلج. أن الروح الموجودة في المرآه خاطئة تماما والملكة الشريرة .....هي الأجمل على الأرض وشعرت بياض الثلج نفسها انها قد تكون فاتنه بشكل لا يصدق.

## الجوائز
دور بياض الثلج الكبير في بياض الثلج والاقزام السبعة حيث انها تلعب دور أميره صغيره التي تحاول الهروب من زوجه ابيها الشريرة. فازت الشخصية بالعديد من الجوائز على دورها حصلت على جائزه قراند بينال ارت تروفي من مهرجان البندقية السينمائي الدولي ونيو يورك فيلم كريتيكس سيركيل واكاديمية فنون وعلوم الصور المتحركة. وايضا حصل على جائزه الأكاديمية التي تعرف بـ جائزه الاوسكار الشرفية مع تمثال الاوسكار صغير وقياسي عباره عن سبعه تماثيل التي تمثل الاقزام السبعة وبياض الثلج من الشخصيات الخيالية القليلة التي وضع لها نجمه على ممر الشهرة في هوليوود.

## العلامات التجارية
منح مكتب الولايات المتحدة لبراءات الاختراع والعلامات التجارية في 19 من يونيو في عام 2013 تطبيق العلامة التجارية لشركه والت ديزني (تم اقامته 19 من نوفمبر في عام 2008. بالنسبة إلى اسم بياض الثلج ان تغطي جميع الافلام التي صورت والافلام المباشرة والتليفزيون و الراديو والمسرح و الكمبيوتر والانترنت و الاخبار والاستخدامات الترفيهية التصويرية ماعدا الأعمال الأدبية الخيالية والغير خياليه.
| بوابة: ديزني | بوابة: سينما | بوابة: الولايات المتحدة | بوابة: كرتون |
| ------------ | ------------ | ----------------------- | ------------ |

## الروابط الخارجية
http://princess.disney.com/snow-white في https://en.wikipedia.org/wiki/Disney_Princess
ويكيميديا كومنز لديها وسائل اعلام ذات صله ببياض الثلج(ديزني)
بياض الثلج من تأليف الاخوان جريم
اميرات ديزني
الرقابة التي تمارسها السلطة : ميوزك برينز
التصنيفات:الشخصيات البشرية في الرسوم المتحركة.الشخصيات الطفولية في الرسوم المتحركة.الشخصيات الطفولية في المسارح الموسيقية.شخصيات اميرات ديزني.شخصيات الافلام التي تم انتاجها في عام 1937. الايتام في الحكايات الخيالية.شخصيات كينغدوم هارتس امتياز بياض الثلج.بياض الثلج (سنو وايت).خادمات في الحكايات الخيالية.الشعب الالماني الخيالي.